# Perekopivka, Romnî
Perekopivka (în ucraineană Перекопівка) este localitatea de reședință a comunei Perekopivka din raionul Romnî, regiunea Sumî, Ucraina.

## Demografie
Componența lingvistică a localității Perekopivka
     Ucraineană (94,71%)
     Rusă (3,79%)
     Română (1,11%)
     Alte limbi (0,4%)
Conform recensământului din 2001, majoritatea populației localității Perekopivka era vorbitoare de ucraineană (94,71%), existând în minoritate și vorbitori de rusă (3,79%) și română (1,11%).